# Grosser Oschenik See
Grosser Oschenik See är en sjö i Österrike.   Den ligger i förbundslandet Kärnten, i den centrala delen av landet, 280 km sydväst om huvudstaden Wien. Grosser Oschenik See ligger 2 349 meter över havet. Arean är 0,37 kvadratkilometer. Den sträcker sig 0,7 kilometer i nord-sydlig riktning, och 0,9 kilometer i öst-västlig riktning.
Trakten runt Grosser Oschenik See består i huvudsak av gräsmarker. Runt Grosser Oschenik See är det ganska glesbefolkat, med 29 invånare per kvadratkilometer.